# Жилень
Жилень — река в России, протекает по Калужской и Тульской областям. Правый приток Черепетки.

## География
Река Жилень берёт начало у деревни Новоселки Перемышльского района. Течёт на юг, пересекает границу с Тульской областью. Устье реки находится у посёлка Ханино в 13 км от устья Черепетки. Длина реки составляет 13 км.

## Данные водного реестра
По данным государственного водного реестра России относится к Окскому бассейновому округу, водохозяйственный участок реки — Ока от города Белёв до города Калуга, без рек Упа и Угра, речной подбассейн реки — бассейны притоков Оки до впадения Мокши. Речной бассейн реки — Ока.
Код объекта в государственном водном реестре — 09010100512110000019586.